# Hofmark Brauerei
Die Hofmark Brauerei KG ist eine mittelständische Brauerei, die jährlich etwa 10.000 hl Bier braut und abfüllt. Sie befindet sich in Loifling im Norden der Gemeinde Traitsching im Oberpfälzer Landkreis Cham und ist eines der größeren Unternehmen dort.

## Geschichte
1960 übernahm Braumeister Paul C. Häring gemeinsam mit seiner Ehefrau eine Braustätte an der Hofmarkstraße 15 in Loifling. Sie führen eine eigene Relief-Bügelflasche ein, steigern den Ausstoß und beginnen, das nun „Hofmark“ genannte Bier auch zu exportieren. 2007 wurde die Marke „Hofmark“ behutsam neu gestaltet; und Hofmark-Bier wird überwiegend in Bügelflaschen und Fässern abgefüllt.
Das historische Wirtshaus „Zum Hofmark-Bräu“ wurde am 15. März 2008 mit einem bayerischen Biergarten im Innenhof des Wasserschlosses Loifling nach vielen Jahren wieder eröffnet und wird seither von der Brauerei selbst bewirtschaftet.
Hofmark ist heute nicht nur eine Brauerei, sondern auch Dienstleister. Es werden für andere Brauereien Bügelverschlussflaschen abgefüllt, so unter anderem auch für die Hacklberg-Brauerei in Passau und die Marke Innstadt.

## Produkte

### Biere
Stand: 2019
- Hell
- Export
- Weisse
- Bio Pils
- Bio Weisse
- Radler
- Lager
- Habe die Ähre
- ChamOpf
- Dunkles
- Zwickl
- Bio Zwickl
- Märzen
- Bavaria Lager
- Simaro
- Iconic

### Erfrischungsgetränke
Die Erfrischungsgetränke der Hofmark sind (2014):
- Apfelschorle
- Multivitamin
- Limonaden
  - Zitronenlimonade
  - Orangenlimonade
- Spezial Cola-Mix
- Tafelwasser